# Mario von Jascheroff
Mario Schneidenbach von Jascheroff (* 31. Juli 1959 in Ost-Berlin) ist ein deutscher Schauspieler und Synchronsprecher.

## Leben
Jascheroff arbeitet als Schauspieler und Regisseur. Er lebte bis 1989 in der DDR und floh mit seiner Familie drei Monate vor der friedlichen Revolution in die Bundesrepublik Deutschland. Er ist seit Mitte der 1990er Jahre bekannt als Synchronstimme von Micky Maus und leiht auch in zahlreichen Animes den Figuren seine Stimme. 2013 führte er Dialogregie und schrieb das Dialogbuch für Die Biene Maja, 2014 für Wickie und die starken Männer.
Er war bis in die erste Hälfte der 1990er-Jahre mit Juana-Maria von Jascheroff verheiratet, deren Sohn Felix von Jascheroff er adoptierte. Aus der Ehe stammt Constantin. Aus einer weiteren Beziehung hat er eine Tochter.

## Synchronrollen und Filmografie (Auswahl)

### Synchronrollen

#### Als Micky Maus
- 1999–2001: Neue Micky Maus Geschichten für Wayne Allwine
- 2001–2004: Mickys Clubhaus für Wayne Allwine
- seit 2002: Kingdom Hearts (Videospielreihe) für Wayne Allwine als König Micky und Chris Sarandon als Jack Skellington
- 2004: Micky, Donald, Goofy – Die drei Muskeltiere für Wayne Allwine
- 2006–2016: Micky Maus Wunderhaus für Wayne Allwine, bzw. Bret Iwan
- 2008: Disney Th!nk – Das Schnelldenker-Quiz für Wayne Allwine
- 2013: Get a Horse! für Walt Disney
- 2013–2019: Micky Maus Kurzfilme für Chris Diamantopoulos
- 2017–2021: Micky und die flinken Flitzer für Bret Iwan
- 2020: Die wunderbare Welt von Micky Maus für Chris Diamantopoulos
- 2021: Micky Maus: Das Märchen der zwei Hexen für Bret Iwan
- 2022: Ein wunderbarer Winter mit Micky Maus für Chris Diamantopoulos

#### Sonstige
- 1991: Akira – Kazuhiro Kandou als Masaru (Nr. 27) [erste Szene]
- 1993: Wunderbare Pollyanna – Hideyuki Hori als Timothy
- 1998: Der König der Löwen 2 – Simbas Königreich – Andy Dick als Nuka
- 2002: Benjamin Blümchen
- 2006: Ghost Whisperer – Stimmen aus dem Jenseits (Fernsehserie) – Tim Guinee als Charlie Filbert

### Filmografie
- 1980: Johann Sebastian Bachs vergebliche Reise in den Ruhm
- 1983: Mathilde Möhring (Fernsehfilm)
- 1984: Die Poggenpuhls (Fernsehfilm)
- 1987: Maxe Baumann aus Berlin (Fernsehfilm)
- 1988: Die Glucke
- 1989: Der Schlüssel zum Glück (Fernsehfilm)
- 1993–1994: Lindenstraße (Fernsehserie)
- 1996: Alarm für Cobra 11 – Die Autobahnpolizei – Tod bei Tempo 100
- 1997: Corinna Pabst – Fünf Kinder brauchen eine Mutter
- 2007: Küss mich, Genosse! (Fernsehfilm)

## Theater
- 1982: Heiner Maaß/Peter Schneider: Die drei Musketiere – Regie: Alejandro Quintana (Theater der Freundschaft)
- 1983: Wiktor Rosow: Unterwegs – Regie: Hartwig Albiro (Theater der Freundschaft)
- 1983: Jewgeni Schwarz: Der nackte König – Regie: Joachim Siebenschuh (Theater der Freundschaft)
- 1984: Helmut Baierl: Ihr seid ein Greenhorn, Sir! – Regie: Frieder Kranz (Theater der Freundschaft)